# Itaiçaba
Itaiçaba är en kommun i Brasilien.   Den ligger i delstaten Ceará, i den östra delen av landet, 1 700 km nordost om huvudstaden Brasília. Antalet invånare är 7 321.
Omgivningarna runt Itaiçaba är huvudsakligen savann. Runt Itaiçaba är det glesbefolkat, med 16 invånare per kvadratkilometer.